# 平林村 (新潟県)
平林村（ひらばやしむら）は、かつて新潟県岩船郡にあった村。

## 沿革
- 1889年（明治22年）4月1日 - 町村制施行に伴い岩船郡平林村、宿田村、川部村、葛籠山村、小岩内村が合併し、平林村が発足。
- 1901年（明治34年）11月1日 - 岩船郡塩谷村と合併し、平林村を新設。
- 1915年（大正4年）4月20日 - 西神納村との境界変更[1]。
- 1919年（大正8年）1月1日 - 西神納村との境界変更[2]。
- 1955年（昭和30年）1月10日 - 岩船郡神納村、西神納村と合併し、神林村となり消滅。

## 学校

### 小学校
- 平林村立平林小学校
  - 小岩内分校
- 平林村立牛屋小学校
- 平林村立塩谷小学校

### 中学校
- 平林村立平林中学校

## 交通

### 鉄道路線
- 日本国有鉄道
  - 羽越本線
    - 平林駅

### 道路
一級国道
- 国道7号